# Råbyskogens naturreservat
Råbyskogen är ett naturreservat i Jönköpings kommun i Småland.
Området är skyddat sedan 2006 och är 117 hektar stort. Det är beläget 2 kilometer ostsydost om Skärstads kyrka och består mest av gammal barrskog, tallskog, sumpskog, gölar och torpmiljö.

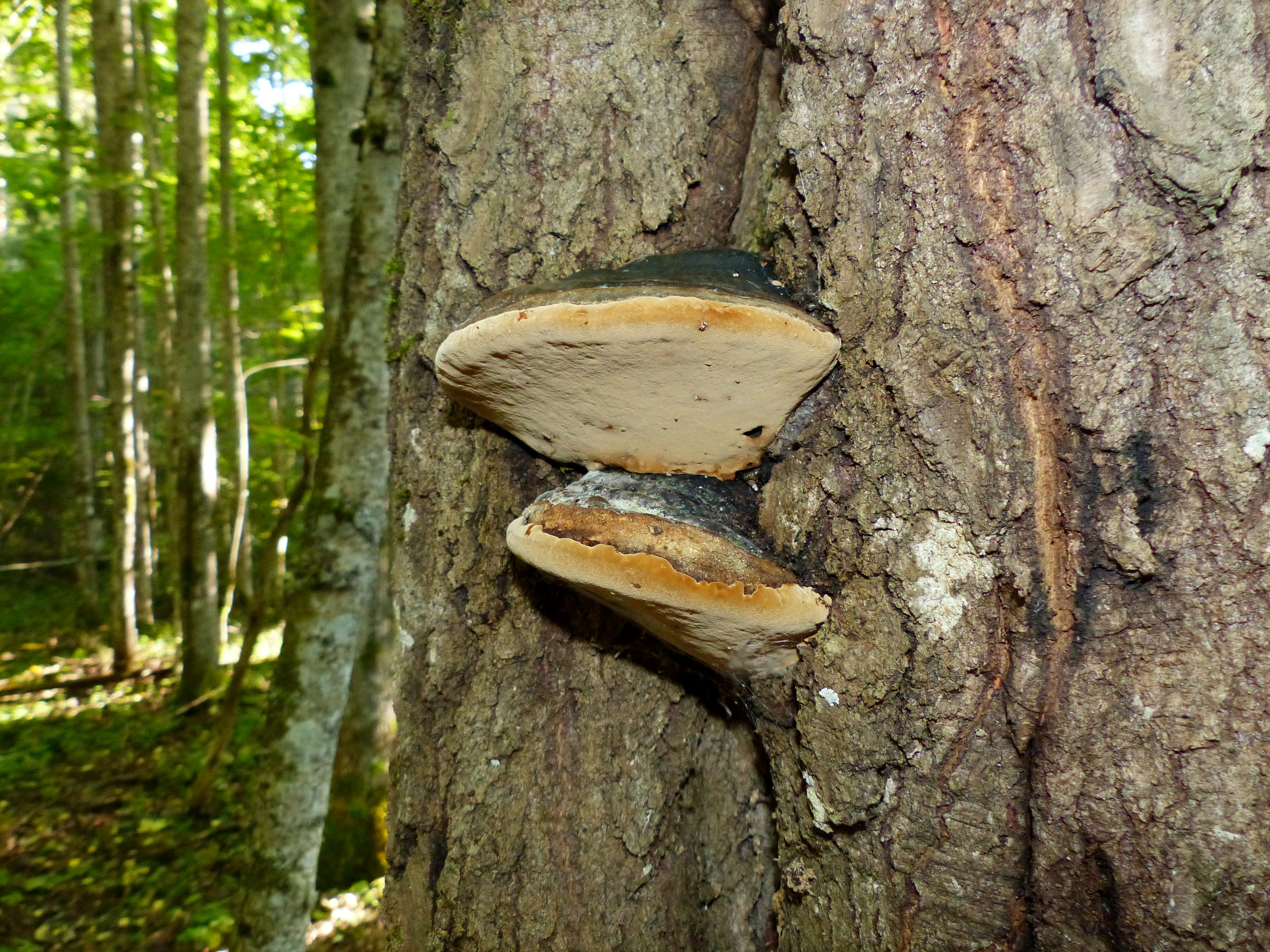
Stor aspticka

Naturreservatets terräng är omväxlande och kuperad. Där finns bergbranter och stup, skog, kärr, mossar och små gölar. Skogen domineras av gammal blandskog med gran och tall. Döda träd är viktiga för hackspettar och skalbaggar. Bland alla arter som förekommer nämns tjäder, orre, järpe,   hornuggla, pärluggla, kattuggla och skuggblåslav. Fyra rödlistade arter har hittats, vedtrappmossa, grön sköldmossa, brunpudrad nållav och stor aspticka.
Inom reservatet ligger torpet Hägnen som ägs av Skärstads hembygdsförening. 